# Municipi de Gramada
El municipi de Gramada (búlgar: Община Грамада) és un municipi búlgar pertanyent a la província de Vidin, amb capital a la ciutat de Gramada. Es troba al centre de la província.
L'any 2011 tenia 2.007 habitants, el 98% búlgars i un 1% gitanos. Dos terços de la població viu a la capital municipal, Gramada.

## Localitats
El municipi es compon de les següents localitats:
| Localitat     | Ciríl·lic    | Població(desembre de 2009) |
| ------------- | ------------ | -------------------------- |
| Boyanovo      | Бояново      | 17                         |
| Brankovtsi    | Бранковци    | 140                        |
| Medeshevtsi   | Медешевци    | 94                         |
| Milchina Laka | Милчина лъка | 72                         |
| Sratsimirovo  | Срацимирово  | 66                         |
| Toshevtsi     | Тошевци      | 241                        |
| Vodna         | Водна        | 107                        |
| Total         |              | 2384                       |